# Trochomeria hookeri
Trochomeria hookeri là một loài thực vật có hoa trong họ Cucurbitaceae. Loài này được Harv. miêu tả khoa học đầu tiên.